# الشرش (ريح)
الشرش أو ريح الشرش أحد المصطلحات التي يستعملها البحارة التونسيون خاصة ويطلقونه على الريح الشمالي الغربي الذي يهب على السواحل التونسية ، في مختلف فصول السنة. ونفس هذه التسمية توجد في بعض البلدان المتوسطية الأخرى ومن بينها سوريا .
|                                                                         | الرياح |
| براني - سموم - شرش - شلوق - شـمّال - شهيلي - عاصفة رملية - الفون - موسمي |        |